# Heidi Long
Heidi Long (Londres, 29 de noviembre de 1996) es una deportista británica que compite en remo.
Participó en los Juegos Olímpicos de París 2024, obteniendo una medalla de bronce en la prueba de ocho con timonel.
Ganó dos medallas en el Campeonato Mundial de Remo, en los años 2022 y 2023, y seis medallas en el Campeonato Europeo de Remo entre los años 2022 y 2025.

## Palmarés internacional
| Juegos Olímpicos   | Juegos Olímpicos         | Juegos Olímpicos  | Juegos Olímpicos   |
| Año                | Lugar                    | Medalla           | Prueba             |
| ------------------ | ------------------------ | ----------------- | ------------------ |
| 2024               | París (Francia)          | Medalla de bronce | Ocho con timonel   |
| Campeonato Mundial |                          |                   |                    |
| Año                | Lugar                    | Medalla           | Prueba             |
| 2022               | Račice (República Checa) | Medalla de oro    | Cuatro sin timonel |
| 2023               | Belgrado (Serbia)        | Medalla de bronce | Cuatro sin timonel |
| Campeonato Europeo |                          |                   |                    |
| Año                | Lugar                    | Medalla           | Prueba             |
| 2022               | Múnich (Alemania)        | Medalla de oro    | Cuatro sin timonel |
| 2022               | Múnich (Alemania)        | Medalla de plata  | Ocho con timonel   |
| 2023               | Bled (Eslovenia)         | Medalla de plata  | Cuatro sin timonel |
| 2024               | Szeged (Hungría)         | Medalla de plata  | Ocho con timonel   |
| 2025               | Plovdiv (Bulgaria)       | Medalla de oro    | Ocho con timonel   |
| 2025               | Plovdiv (Bulgaria)       | Medalla de bronce | Cuatro sin timonel |